# Limie kajmanská
Limie kajmanská (latinsky: Limia caymanensis, slovensky: limia kajmanská, anglicky: Grand Cayman limia). Rybu poprvé popsali v roce 1970 ichtyologové Luis Rene Rivas a William L. Fink.

## Popis
Základní zbarvení samců je stříbřité s černými tečkami u kořene ocasní ploutve a tygrovanou hřbetní ploutví. Samice jsou méně barevně méně výrazné. Samci dorůstají 2,8 cm, samice 3,2 cm. Pohlaví ryb je snadno rozeznatelné: samci mají pohlavní orgán gonopodium, samice klasickou řitní ploutev.

## Biotop
Ryba obývá sladké i brakické vody Střední Ameriky, endemickým druhem je na ostrově Grand Cayman. Byla nalezena v brakické vodě, v mangrovových pobřežních lagunách, ve sladkých vodách ve vápencových jeskyních.

## Chov v akváriu
- Chov ryby: Jedná se o nenáročnou a přizpůsobivou rybu. Doporučuje se její chov v hejnu min. 15 jedinců s převahou samic.[4]
- Teplota vody: 24–28 °C[4]
- Kyselost vody: od 7,5–8,5 pH[4]
- Tvrdost vody: 8–15 °dGH[4]
- Krmení: Jedná se o všežravou rybu, přijímá tedy umělé vločkové krmivo, mražené krmivo, dává přednost živému krmivu (nítěnky, plankton), a rostlinná potrava, např. řasy.[4]
- Rozmnožování: Březost trvá 25 dní. Samice rodí 20 mláďat, která jsou velká 3–5 mm a ihned přijímají běžnou potravu. Po porodu je vhodné samici odlovit, požírá své mladé. Ryby dospívají ve 4 měsících.[4]